# Lupșa (gmina)
Lupșa – gmina w Rumunii, w okręgu Alba. Obejmuje miejscowości Bârdești, Bârzan, Curmătură, După Deal, Geamăna, Hădărău, Holobani, Lazuri, Lunca, Lupșa, Mănăstire, Mărgaia, Mușca, Pârâu-Cărbunări, Pițiga, Poșogani, Șasa, Trifești, Valea Holhorii, Valea Lupșii, Valea Șesii, Văi i Vința. W 2011 roku liczyła 3052 mieszkańców. 